# Сан-Мартинью-де-Арворе
Сан-Мартинью-де-Арворе (порт. São Martinho de Árvore) — район (фрегезия) в Португалии, входит в округ Коимбра. 
Является составной частью муниципалитета Коимбра. Находится в составе крупной городской агломерации Большая Коимбра. По старому административному делению входил в провинцию Бейра-Литорал. Входит в экономико-статистический субрегион Байшу-Мондегу в составе Центральныого региона. 
Население составляет 1003 человека на 2001 год. Занимает площадь 3,26 км².